# PARADISE BLUE
『PARADISE BLUE』（パラダイス・ブルー）は2009年2月4日にcutting edgeより発売された東京スカパラダイスオーケストラ14作目のオリジナル・アルバム。

## 概要
- 冷牟田竜之脱退後初の作品。バンドのロック的側面を担っていた彼の脱退によりオーセンティックなスカの色が濃い作風となっている。
- 「Already Steady」、「カルナバル」、「Sugar Fountain」にデニス・ボーヴェルがレコーディング・エンジニアとして参加。

## 収録曲
1. Routine Melodies
  - 作詞・作曲：谷中敦
2. Paradise Blue
  - 作曲：川上つよし・北原雅彦
  - 川上が大学在学時に書いた曲。
  - デビュー前ライブのレパートリーであった。
3. 疾風の剣 -Lightning Sword-
  - 作曲：沖祐市
4. Heaven's Door
  - 作曲：川上つよし
5. WITCHING HOUR -真夜中の奇跡-
  - 作曲：川上つよし
6. そばにいて黙るとき -Silent By Your Side-
  - 作詞：谷中敦　作曲：沖祐市
  - ベスト・アルバム『The Last』『TOKYO SKA TREASURES 〜ベスト・オブ・東京スカパラダイスオーケストラ〜』にも収録された。
7. Like Jazz On Fire -灼熱のジャズの如く-
  - 作曲：北原雅彦
8. さよならワルツ -Farewell Waltz-
  - 作曲：加藤隆志
9. Already Steady -すでにステディ-
  - 作曲：GAMO
10. You'll Never Walk Alone
  - 作詞：Oscar Hammerstein
  - 作曲：Richard Rodgers
11. カルナバル -CARNAVAL-
  - 作曲：北原雅彦
12. Sugar Fountain -楽園の泉にて-
  - 作曲：NARGO